# TSV LONGA in het seizoen 1954/55
Het seizoen 1954/1955 was het eerste jaar in het bestaan van de Tilburgse betaaldvoetbalclub LONGA. De club kwam uit in de Eerste klasse A en eindigde op de 10e plaats, dit betekende dat de club in het nieuwe seizoen uitkwam in de Eerste klasse.

## Wedstrijdstatistieken

### Eerste klasse D(afgebroken)
|       | ADO   | Bleijerheide | Brabantia | D.F.C. | Eindhoven | Emma  | Feijenoord | Juliana | MVV   | NOAD | Sparta | SVV   |
| ----- | ----- | ------------ | --------- | ------ | --------- | ----- | ---------- | ------- | ----- | ---- | ------ | ----- |
| Thuis | 1 – 0 | –            | –         | –      | –         | –     | –          | 3 – 3   | 4 – 0 | –    | 2 – 1  | 1 – 2 |
| Uit   | –     | 1 – 2        | –         | 3 – 1  | 2 – 2     | 8 – 1 | 3 – 0      | –       | –     | –    | –      | –     |

### Eerste klasse A
|       | Amsterdam | DOS   | Emma  | Excelsior | Go Ahead | SHS   | Leeuwarden | MVV   | NAC   | Roda Sport | Stormvogels | Veendam | Zwolsche Boys |
| ----- | --------- | ----- | ----- | --------- | -------- | ----- | ---------- | ----- | ----- | ---------- | ----------- | ------- | ------------- |
| Thuis | 0 – 0     | 1 – 4 | 0 – 1 | 2 – 2     | 3 – 1    | 0 – 1 | 2 – 2      | 3 – 4 | 0 – 5 | 1 – 0      | 2 – 1       | 4 – 0   | 7 – 2         |
| Uit   | 4 – 3     | 3 – 1 | 2 – 3 | 2 – 0     | 1 – 3    | 3 – 0 | 5 – 2      | 5 – 1 | 2 – 4 | 6 – 2      | 3 – 2       | 4 – 5   | 1 – 4         |

## Statistieken LONGA 1954/1955

### Eindstand LONGA in de Nederlandse Eerste klasse A 1954 / 1955
| Stand | Gespeeld | Gewonnen | Gelijk | Verloren | Punten | Doelpunten voor | Doelpunten tegen |
| ----- | -------- | -------- | ------ | -------- | ------ | --------------- | ---------------- |
| 10e   | 26       | 10       | 3      | 13       | 23     | 55              | 65               |

### Eindstand LONGA in de Nederlandse Eerste klasse D 1954 / 1955 (afgebroken)
| Stand | Gespeeld | Gewonnen | Gelijk | Verloren | Punten | Doelpunten voor | Doelpunten tegen |
| ----- | -------- | -------- | ------ | -------- | ------ | --------------- | ---------------- |
| 6e    | 10       | 4        | 2      | 4        | 10     | 17              | 23               |

### Topscorers
| #              | Naam                | Goal |
| -------------- | ------------------- | ---- |
| 1.             | Lambert de Kort     | 12   |
| 2.             | Cees van Hout       | 11   |
| 3.             | Wim van Diessen     | 10   |
| 4.             | Villevoye           | 5    |
| 5.             | De Kort             | 4    |
| 6.             | Giro Engel          | 3    |
| 6.             | Harrie de Kort      | 3    |
| 6.             | Nico Struycken      | 3    |
| 9.             | Louis de Zwart      | 2    |
| 10.            | Rijk van Veldhuizen | 1    |
| Eigen doelpunt |                     |      |
| 1.             | Weber (Roda Sport)  | 1    |
| Totaal         | Totaal              | 55   |

| #              | Naam                    | Goal |
| -------------- | ----------------------- | ---- |
| 1.             | Cees van Hout           | 4    |
| 1.             | Harrie de Kort          | 4    |
| 3.             | Wim van Diessen         | 3    |
| 3.             | Lambert de Kort         | 3    |
| 5.             | Villevoye               | 1    |
| 5.             | Louis de Zwart          | 1    |
| Eigen doelpunt |                         |      |
| 1.             | Sjef Mommertz (Juliana) | 1    |
| Totaal         | Totaal                  | 17   |